# Cucurbitella
Die Cucurbitella sind eine Gattung einzelliger, beschalter Amöben und gehört zur Familie der Difflugiidae. Die Gattung enthält dreizehn Arten, die in Gewässern leben.

## Merkmale
Das Gehäuse der Vertreter der Cucurbitella  ist gleichmäßig eiförmig und dunkelgrau bis opak gefärbt, es besteht aus kleinen bis mittleren mineralischen Partikeln, diese liegen so dicht, dass der organische Kitt darunter kaum einmal sichtbar wird. Um die Mundöffnung liegt deutlich sichtbar ein Kranz, die Öffnung selbst weist 3 bis 12 Lappen auf, die aus kleinen mineralischen Partikeln aufgebaut sind. Die innere Mundöffnung ist eine kreisförmige oder gelappte Öffnung in einer Zwischenwand, die mit der eigentlichen Gehäusewand auf gleichem Niveau liegt.
Der Zellkern gehört zum vesikularen Typ, enthält also nur ein Kernkörperchen. Das Zytoplasma einiger Arten enthält Zoochlorellen.

## Vorkommen
Cucurbitella sind Pflanzenfresser, sie finden sich an Süßwasserpflanzen und in Sedimenten.

## Systematik
Die Gattung wurde 1902 von Eugène Penard erstbeschrieben, Typusart ist Cucurbitella mespiliformis. Cucurbitella umfasst dreizehn Arten, darunter:
- Cucurbitella mespiliformis
- Cucurbitella minutissima

## Nachweise
1. 1 2 3 4  Ralf Meisterfeld: Arcellinida, In: John J. Lee, G. F. Leedale, P. Bradbury (Hrsg.): An Illustrated Guide to the Protozoa. Band 2. Allen, Lawrence 2000, ISBN 1-891276-23-9, S. 827–860 (englisch).